# Siaka Coulibaly
Siaka Coulibaly (ur. 10 marca 1972) – burkiński piłkarz występujący na pozycji bramkarza.

## Kariera klubowa
Coulibaly karierę rozpoczynał w zespole US des Forces Armées. W sezonie 1997/1998 zdobył z nim mistrzostwo Burkiny Faso. W 1999 roku przeszedł do algierskiego USM Algier i spędził tam sezon 1999/2000. Następnie wrócił do US des Forces Armées, z którym w sezonie 2002 wywalczył Puchar Burkiny Faso. W 2004 roku odszedł do Rail Club du Kadiogo. W sezonie 2004/2005 zdobył z nim mistrzostwo Burkiny Faso. W 2007 roku został zawodnikiem klubu Étoile Filante Wagadugu. W sezonie 2007/2008 wywalczył z nim mistrzostwo Burkiny Faso oraz Puchar Burkiny Faso, po czym zakończył karierę.

## Kariera reprezentacyjna
W latach 1997–2005 w reprezentacji Burkiny Faso Coulibaly rozegrał 4 spotkania. W 1996 roku został powołany do kadry na Puchar Narodów Afryki. Nie zagrał jednak na nim w żadnym meczu, a Burkina Faso odpadło z turnieju po fazie grupowej.